# Rui'an
Rui'an, tidigare romaniserat Juian, är en stad på häradsnivå i östra Kina och lyder under  Wenzhous stad på prefekturnivå  i provinsen Zhejiang. Den ligger omkring 270 kilometer söder om provinshuvudstaden Hangzhou.Rui'an har kust mot Östkinesiska havet, och administrerar även några mindre öar utanför kusten. 
Befolkningen uppgick till 1 207 788 invånare vid folkräkningen år 2000, varav 260 701 invånare bodde i huvudorten Anyang. Andra större orter inom stadshäradet är (med invånare 2000) Tangxia (233 153), Xincheng (109 170) och Feiyun (96 639). Rui'an var år 2000 indelat i femton köpingar (zhèn) och nitton socknar (xiāng). 
Staden är en känd utvandrarstad och många ortsbor har utvandrat särskilt till i Frankrike.